# Вулиця Максима Кривоноса (Тернопіль)
Вулиця Максима Кривоноса — одна з вулиць міста Тернополя, розташована в мікрорайоні «Дружба».

## Відомості
Розпочинається від Майдану Перемоги. Пролягає спочатку на південь, потім — на південний схід до перехрестя з вулицями Миру та Винниченка (є продовженням вулиці М. Кривоноса), де й закінчується. На вулиці переважають п'ятиповерхові житлові будинки, збудовані у 1960-х роках.
Дотичні правобічні вулиці — Степова, Громницького, Іванни Блажкевич, лівобічні — Гетьмана Виговського, Ілярія Бриковича.

## Транспорт
На вулиці є 1 діюча зупинка громадського транспорту «Вулиця Максима Кривоноса», до якої курсують автобусні маршрути № 1, 12, 16, 19, 29, 30, 42, 49 та тролейбуси № 3, 5.

## Навчальні заклади
- Тернопільський національний педагогічний університет імені Володимира Гнатюка

## Торгівля, розваги
- ТРЦ «Марципан» (Максима Кривоноса, 2Б)[2]